# Вайле
Ва̀йле (на датски: Vejle, произнася се [ˈʋɑɪ̯lə]) е град и голямо пристанище в Дания, разположен в източната част на полуостров Ютландия. Административен център на община Вайле и регион Syddanmark. Населението му е около 50 000 жители (2003).

## История
За първи път за селище, разположено на това място, става дума в писания от 1256 г., първия градски устав датира от 1327 г.

## Икономика
В края на 20 век и началото на 21 век е важен селскостопански център. В града има развита металообработваща промишленост, текстилни предприятия, месо и рибоконсервна промишленост.

## Спорт
Футболният отбор на града носи името Вайле Болдклуб.

## Побратимени градове
- Йелгава, Латвия